# Parafia Wniebowzięcia Najświętszej Maryi Panny w Brańsku
Parafia pw. Wniebowzięcia Najświętszej Maryi Panny w Brańsku – rzymskokatolicka parafia należąca do dekanatu Brańsk, diecezji drohiczyńskiej, metropolii białostockiej. Siedziba parafii mieści się przy ulicy Kościelnej, pod numerem 3.

## Historia
Parafia powstała w połowie XV wieku.
5 kwietnia 2020 r. podczas niedzielnego nabożeństwa w kościele należącym do parafii miała miejsce interwencja policji w związku z naruszeniem przez miejscowych wiernych i duchowieństwo rzymskokatolickie narodowej kwarantanny, wprowadzonej przez polski rząd na skutek globalnej pandemii koronawirusa SARS-CoV-2. Ówczesne regulacje przeciwepidemiczne ograniczały maksymalną liczbę uczestników zgromadzeń publicznych i uroczystości religijnych do 5 osób, natomiast w świątyni zgromadziło się ponad 50 wiernych. Wobec miejscowej parafii rzymskokatolickiej wszczęte zostało wstępne postępowanie wyjaśniające mające na celu skierowanie sprawy do sądu. Zdarzenie to było komentowane w lokalnych środkach masowego przekazu.

## Obszar parafii

### Miejscowości i ulice
W granicach parafii znajdują się miejscowości:

- Brańsk,
- Bronka,
- Brzeźnica,
- Glinnik,
- Kalnica,
- Kiersnówek,
- Majorowizna,
- Oleksin,
- Otapy,
- Patoki,
- Poletyły,
- Popławy, Świrydy,
- Załuskie Koronne,
- Załuskie Kościelne
- Zanie.